# Färås tjärn
Färås tjärn är en sjö i Mölndals kommun i Västergötland och ingår i Göta älvs huvudavrinningsområde. Färås tjärn ligger i Sandsjöbacka Natura 2000-område.

## Bilder

Färås tjärn
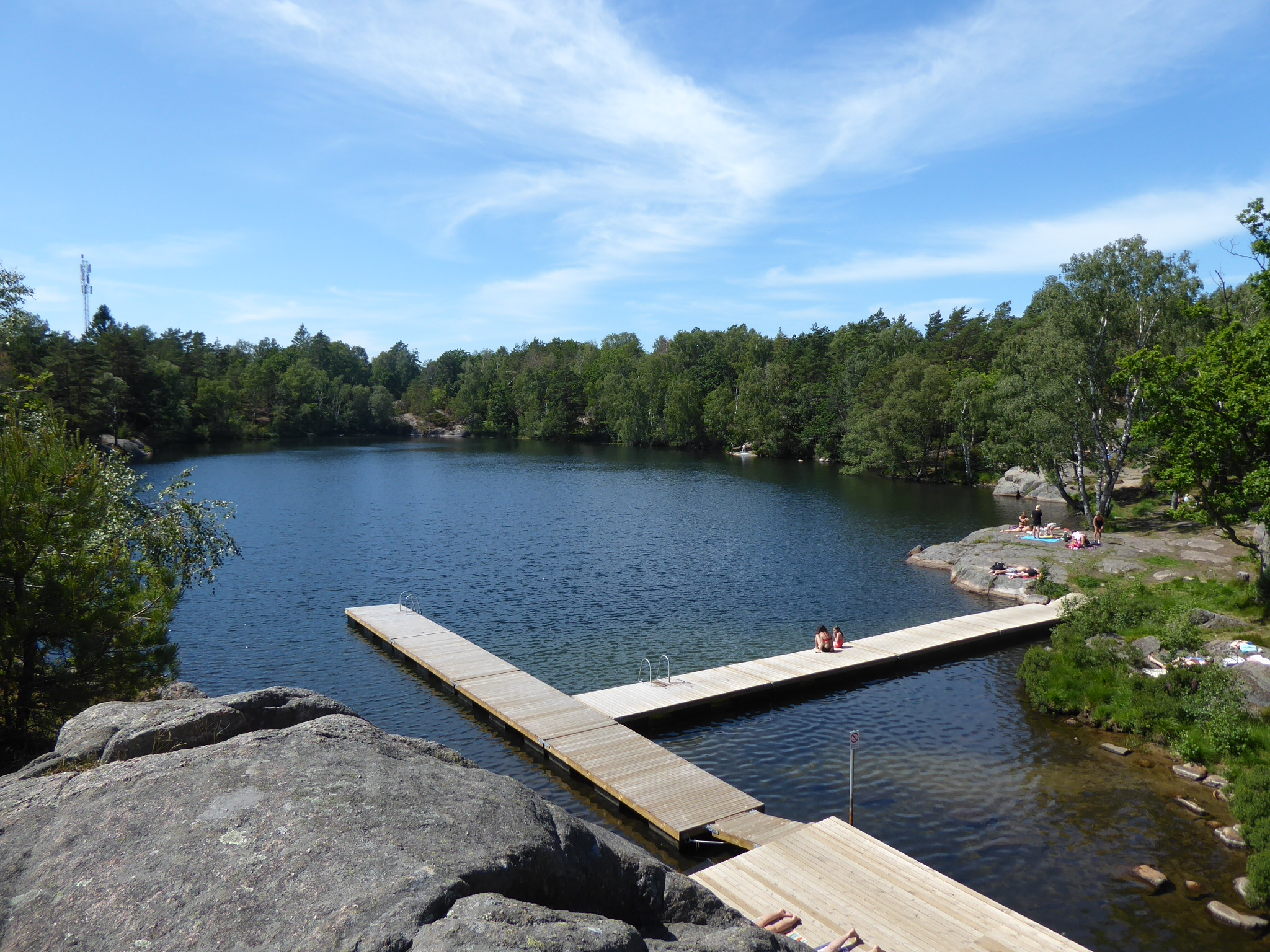
Färås tjärn från sydöst den 8 juli 2023
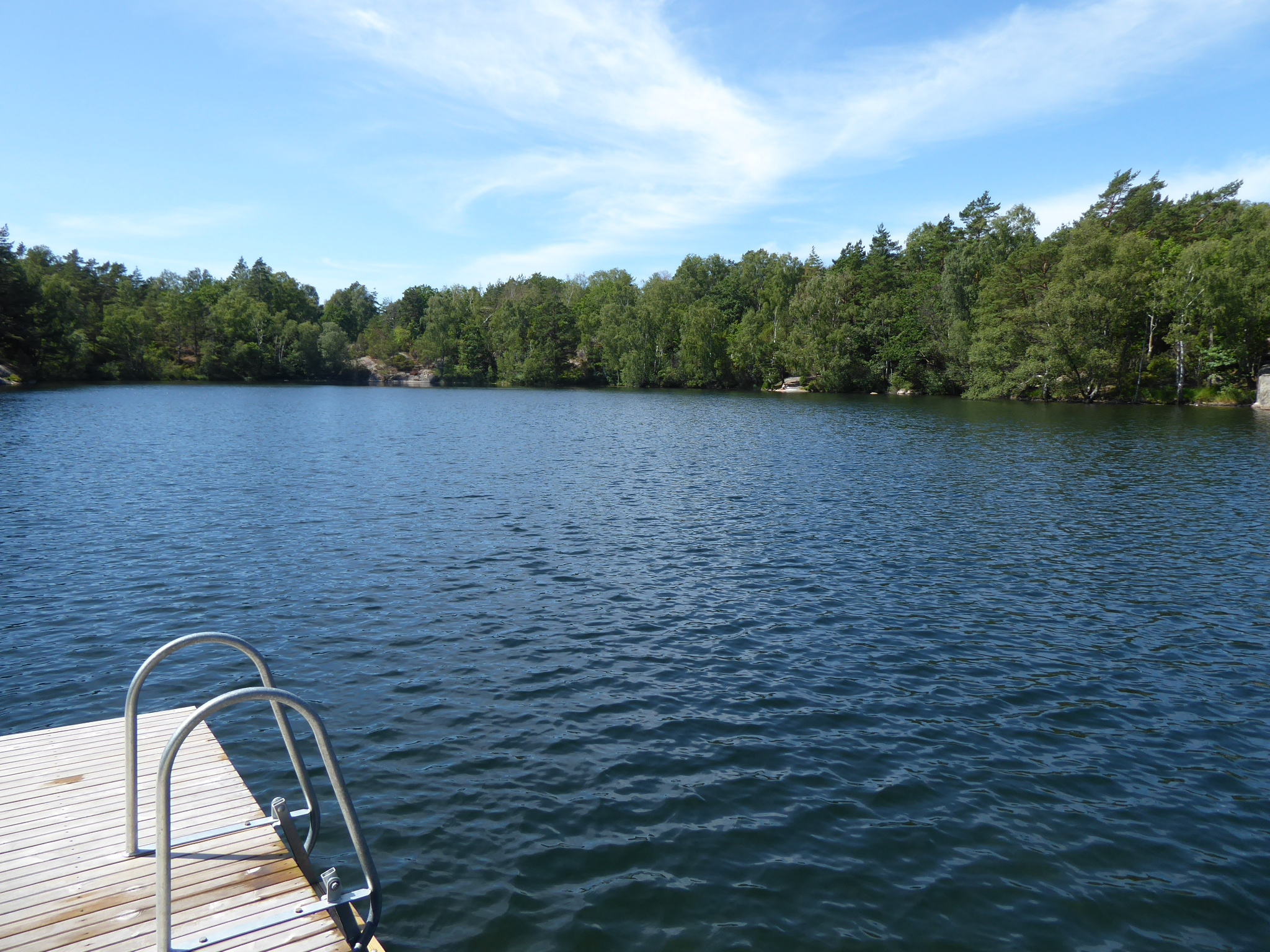
Färås tjärn österifrån den 8 juli 2023
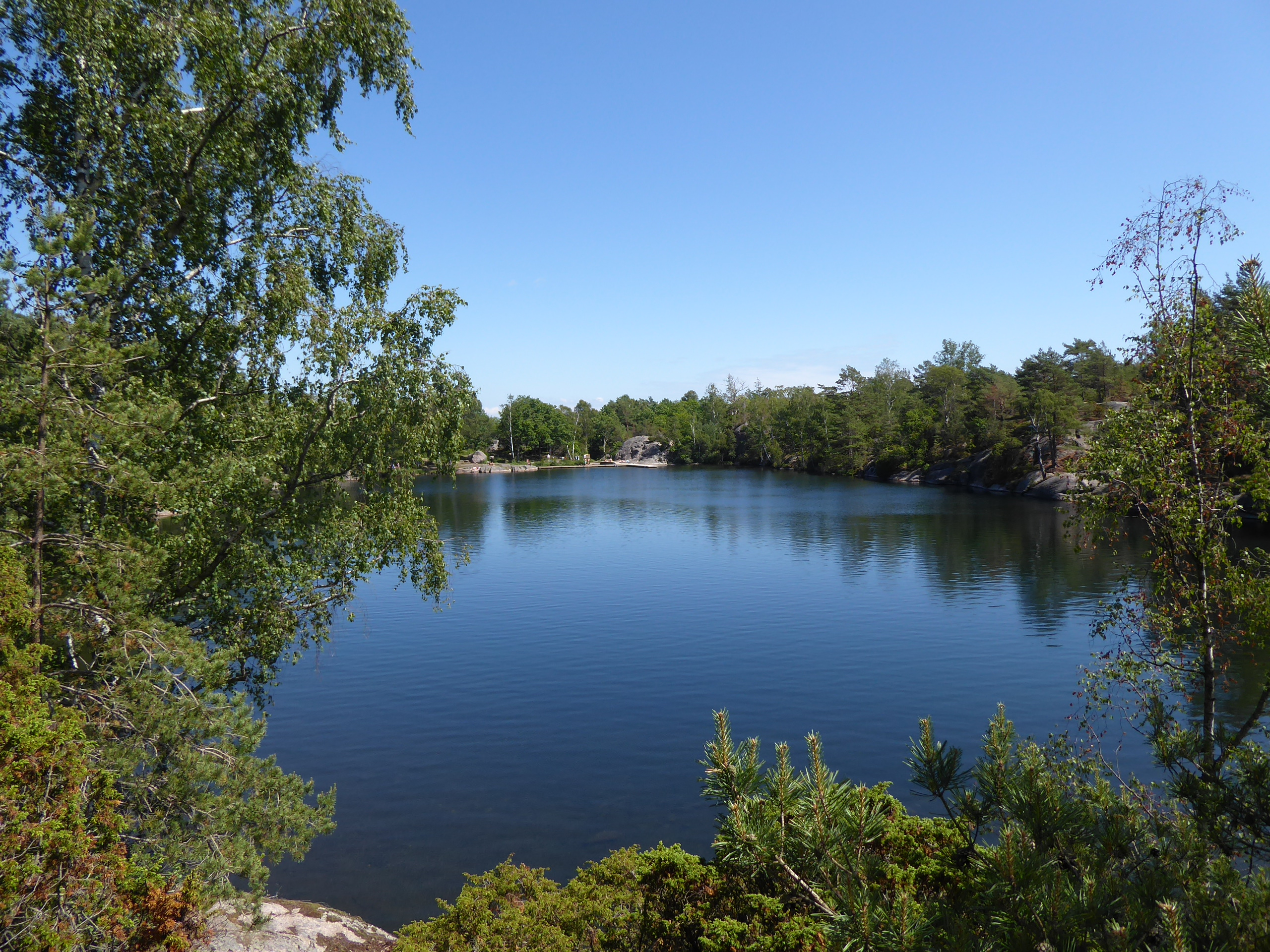
Färås tjärn västerifrån den 8 juli 2023